# Cotoneaster affinis
Espèce
Cotoneaster affinis est une espèce de la famille des Rosaceae.

## Systématique
Le nom correct complet (avec auteur) de ce taxon est Cotoneaster affinis Lindl..
Ce taxon porte en français le nom vernaculaire ou normalisé suivant : Cotonéaster affine,.
Cotoneaster affinis a pour synonymes :
- Cotoneaster affinis f. bacillaris (Wall. ex Lindl.) Zamyatnin
- Cotoneaster affinis f. obtusus (Wall. ex Lindl.) C.K.Schneid.
- Cotoneaster affinis var. bacillaris (Wall. ex Lindl.) C.K.Schneid.
- Cotoneaster affinis var. obtusa (Wall. ex Lindl.) Hand.-Mazz.
- Cotoneaster affinis var. typicus C.K.Schneid.
- Cotoneaster affinis Lindl. ex Wall.
- Cotoneaster bacillaris var. affinis (Lindl.) Hook.fil.
- Cotoneaster bacillaris var. obtusus (Wall. ex Lindl.) Dippel
- Cotoneaster bacillaris var. obtusus Franch.
- Cotoneaster bacillaris var. parvifolius Hook.fil.
- Cotoneaster bacillaris Wall.
- Cotoneaster bacillaris Wall. ex Lindl.
- Cotoneaster confusus G.Klotz
- Cotoneaster confusus G.Klotz ex Arv.Kumar & Panigrahi
- Cotoneaster frigida var. affinis (Lindl.) Hook.fil. & Thomson
- Cotoneaster frigida var. affinis (Lindl.) Hook.fil. & Thomson ex Wenz.
- Cotoneaster frigidus var. affinis (Lindl.) Wenz.
- Cotoneaster griffithii G.Klotz
- Cotoneaster lindleyi C.K.Schneid.
- Cotoneaster nevadensis Dippel
- Cotoneaster nummularius K.Koch
- Cotoneaster obtusus Wall.
- Cotoneaster obtusus Wall. ex Lindl.
- Cotoneaster orbicularis var. royleanus (Dippel) G.Klotz
- Cotoneaster parvifolius (Hook.fil.) Panigrahi & Arv.Kumar
- Cotoneaster racemiflorus var. royleanus Dippel
- Cotoneaster royleanus (Dippel) J.Fryer & B.Hylmö
- Cotoneaster royleanus Booth ex Schltdl.
- Cotoneaster transiens G.Klotz
- Cotoneaster virgatus G.Klotz
- Mespilus affinis (Lindl.) D.Don
- Mespilus integerrima Buch.-Ham.
- Mespilus integerrimus Ham. ex Dippel
- Pyrus affinis (Lindl.) M.F.Fay & Christenh.
- Pyrus bacillaris (Wall. ex Lindl.) M.F.Fay & Christenh.
- Pyrus confusa (G.Klotz) M.F.Fay & Christenh.
- Pyrus obtusa (Wall. ex Lindl.) M.F.Fay & Christenh.
- Pyrus royleana (Dippel) M.F.Fay & Christenh.
- Pyrus transiens (G.Klotz) M.F.Fay & Christenh.